# NGC 4521
NGC 4521 est une galaxie lenticulaire située dans la constellation de la constellation du Dragon. NGC 4521 a été découverte par l'astronome germano-britannique William Herschel en 1790. Cette galaxie a aussi été observée par l'astronome britannique John Herschel le 3 avril 1832 et elle a été inscrite au catalogue NGC sous la désignation NGC 4512.

## Caractéristiques

### Distance
Sa vitesse par rapport au fond diffus cosmologique est de 2 627 ± 8 km/s, ce qui correspond à une distance de Hubble de 38,8 ± 2,7 Mpc (∼127 millions d'al).

## Supernova
La supernova SN 1995J a été découverte le 4 avril 1995 dans NGC 4421 par W. Johnson. Cette supernova était de type II.

## Groupe de NGC 4545
NGC 4521 fait partie du groupe de NGC 4545 qui comptent au moins cinq membres. Selon Garcia, les cinq autres galaxies du groupe sont NGC 4510, NGC 4512, NGC 4545, UGC 7848 et UGC 7941. NGC 4512 apparait comme une galaxie différente de NGC 4521 dans l'article de Garcia, mais selon toutes les sources consultées, il s'agit de la même galaxie. Abraham Mahtessian mentionne aussi ce groupe, mais il n'y figure que trois galaxies, soit NGC 4510, NGC 4521 et NGC 4545.